# ゴジラvsビオランテ
『ゴジラvsビオランテ』（ゴジラたいビオランテ）は1989年（平成元年）12月16日に公開された日本映画で、「ゴジラシリーズ」の第17作であるとともに、平成ゴジラシリーズ（平成VSシリーズ）の第1弾でもある。カラー、ビスタビジョン、ドルビーステレオ。略称は『ビオランテ』『VSビオランテ』『vsB』。監督は大森一樹、主演は三田村邦彦。
キャッチコピーは「超ゴジラ それはゴジラ細胞から生まれた！」「'90年正月映画日本代表」「勝った方が人類最大の敵になる」など。
観客動員数は200万人。

## 概要
平成ゴジラシリーズの原点となる前作『ゴジラ』（1984年）の直接の続編であり、復活したゴジラが新たに出現したバイオ怪獣ビオランテと対決する。
本作品では原案が一般公募されたほか、特技監督には前作まで担当していた中野昭慶に代わって川北紘一、脚本と監督には『ヒポクラテスたち』などの大森一樹、音楽に「ドラゴンクエストシリーズ」などのすぎやまこういちを起用するという、それまでの怪獣映画にない新たな息吹を取り入れようとした意欲作でもある。
ゴジラやビオランテに襲撃される主な舞台として芦ノ湖のほか、伊豆大島、大阪市、若狭湾が登場する。
本作品は、以降の平成VSシリーズでメインキャラクターとなる超能力者・三枝未希の初登場作品でもある。また、本作品はミニチュアセットですべての市街地を再現した最後のシリーズ作品でもあり、次作『ゴジラvsキングギドラ』以降はCGによる描画が増えていくこととなる。
物語の展開はいわゆる昭和の児童向け怪獣映画とは一線を画しており、ゴジラとビオランテの対決よりも「ゴジラ対自衛隊」のそれに主軸を置いている。ゴジラ（略して「G」と呼称）は「特殊災害」と規定され、4段階の警戒態勢が設けられている。放射熱線を反射して対抗できる「スーパーX2」や、ゴジラのエネルギー源である核物質を食べるバクテリアから作られた「抗核エネルギーバクテリア」 (ANEB) など、先端技術を投入して開発された対G用の超兵器に加え、未希の超能力も自衛隊の戦力として運用されている。
本作品にはゴジラ細胞（G細胞）の設定も初めて盛り込まれており、1994年公開の『ゴジラvsスペースゴジラ』は敵怪獣・スペースゴジラの誕生の理由にビオランテが可能性の1つとして挙げられるうえ、権藤一佐の妹や親友が登場するなど、本作品との関連が高い。また、G細胞またはそれの持つ性質から新怪獣が誕生するという要素は『vsスペースゴジラ』だけで終わらず、後年の『ゴジラ2000 ミレニアム』や『シン・ゴジラ』などの作品にも、細かな設定の違いを見せながら継承される形となっている。
なお、劇場では入場者にゴジラスタンプ（全4種）がプレゼントされていた。

## ストーリー
1985年、ゴジラ襲撃から一夜明けた新宿では、自衛隊が廃墟内の残留放射能検査やスーパーXの回収を進める一方、ゴジラの体組織であるG細胞の破片を回収する作業が行なわれていた。その最中、アメリカ合衆国の大手企業群の共同機構・バイオメジャーもG細胞の採取に成功したところを自衛隊に発見され、銃撃戦となる。バイオメジャーは辛くも逃げ切るが、中近東の国家・サラジア共和国の情報機関「サラジア・シークレット・サービス」工作員のSSS9によって全員とも射殺され、G細胞を奪取される。サラジアへ運ばれたG細胞は、遺伝子工学の世界的権威・白神源壱郎博士の研究室にて小麦などの作物と融合させ、砂漠でも育つ植物・スーパープラントを生む実験に使用されていた。サラジアはポスト石油戦略として、スーパープラントを利用して自国の砂漠地帯を豊かな穀倉地帯に変えようとしていたのである。しかし、G細胞の争奪戦に敗れたバイオメジャーの策略で研究室は爆破されてしまい、源壱郎はG細胞とともに最愛の娘・英理加を失ったことで、科学に失望し研究を完成させる前に帰国すると、芦ノ湖の研究所で隠遁生活を送っていた。
それから5年後の1990年、超能力少女・三枝未希は、ゴジラの活動再開を感知する。ゴジラに備え、国土庁は大河内財団が保管するG細胞に含まれる核物質を食べる遺伝子を利用した対ゴジラ用生物兵器・抗核エネルギーバクテリア (ANEB) の必要性を強く認識するが、科学者の桐島一人はそれが核兵器を無力化する兵器として世界の軍事バランスを崩すのでは、と危惧していた。しかし、日々活動を活発化させるゴジラに対抗し得るものとして、自衛隊の黒木翔特佐はその開発のため源壱郎に協力を要請する。源壱郎は一度は断るが、三原山噴火による地震でその気持ちを変え、G細胞を1週間借り受けることを条件にANEB開発への協力を承諾する。
数日後、芦ノ湖に巨大なバラのような姿の怪獣が現れる。それは、源壱郎が枯れかかっていた英理加の遺伝子を融合させたバラを救うために組み込んだG細胞の影響により、急激な異常進化を遂げた怪獣ビオランテであった。同じころ、ANEBの引き渡しを求めるバイオメジャーからの脅迫文が首相官邸に届く。応じない場合は三原山を爆破してゴジラを復活させるというその内容に、桐島と自衛官の権藤吾郎一佐が引き渡しに応じた結果、ANEBのボンベはSSS9に奪われたうえ、脅迫用の爆弾によって爆破された三原山火口からはゴジラが復活する。
ゴジラは浦賀水道にて迎撃に当たる海上自衛隊護衛艦やスーパーX2を撃退すると小田原へ上陸し、芦ノ湖にてビオランテと交戦する。ビオランテのさまざまな攻撃に苦しめられながらもゴジラは放射熱線でビオランテを倒し、駿河湾へ消える。
対G作戦の指揮を任された黒木は、ゴジラが核物質補給のために若狭湾の原子力発電所群へ向かうと予想し、最短経路の名古屋を通ると踏んで伊勢湾に総力を結集させるが、ゴジラは紀伊水道から大阪湾へ向かっていた。裏をかかれた黒木は反対を押し切ってスーパーX2のみを大阪へ、残りの戦力を若狭湾へそれぞれ向かわせる。大阪湾では、未希が精神感応によりゴジラを食い止めようとする。一方、桐島と権藤はサラジアのアジトが大阪にあることを知り、ANEBの奪回に向かう。刻一刻とゴジラの上陸が迫る中、ANEBの奪回に成功した権藤はそのままANEB弾をゴジラに撃ち込む準備に入り、ゴジラはついに大阪市へ上陸する。
スーパーX2と権藤という大きな代償を払いながらもANEB弾の撃ち込みは成功するが、14時間近くが経過してもANEBの効果は現れず、ゴジラは若狭湾を目指す。桐島の唱えた仮説「ゴジラの体温が極めて低いためにANEBの活性化が抑えられているのではないか」を受け、黒木は若狭にマイクロウェーブ6000サンダーコントロールシステム（M6000TCシステム）を設置し、人為的な落雷によってゴジラの体温を上げてANEBの活動を促す作戦に出る。その結果、ようやくANEBは効力を発揮し始めるが、ゴジラの進行は止まらない。高浜原発に緊急態勢が発令されて緊張が高まる中、ゴジラの前に成長してさらなる進化を遂げたビオランテが出現する。自ら移動できるまでに進化したビオランテの猛攻にゴジラは苦戦しながらもこれを撃退するが、そこでANEBの効果が現れたために海岸へ倒れ込み、ビオランテは光の粒子と化して宇宙へ舞い上がっていく。戦いの終わりに人々が安堵する中、源壱郎はSSS9に射殺される。SSS9は桐島に追い詰められた末、黒木が作動させたM6000TCシステムによって消滅する。ゴジラは海波に打たれて体温が下がり、ANEBの効果が切れて起き上がるが、戦意を喪失して海へ去っていった。

## 登場怪獣
ゴジラ

ビオランテ

## 登場人物
桐島 一人（）
筑波生命工学研究所の若きエースである研究員。35歳。
科学に対しては懐疑的であり、大河内財団から依頼されたG細胞を利用したANEBの開発や大河内誠剛が進めようとしている世界中のVIPや有名人の細胞を冷凍保存するバイオバンクのプロジェクトを危惧している。マサチューセッツ工科大学からの招聘を受けており、受け入れようとしていたが、結局は断る。慎重な性格であるが、奪われたANEBを取り戻すために権藤と奔走したり、白神を射殺したSSS9を追って格闘戦を繰り広げたりするなど、行動的な部分も持つ。
ノベライズ版では、英理加に好意を抱いていたが彼女を誘うたびに明日香が連れられてやって来た結果、いつしか明日香の方と仲良くなってしまったという設定になっている。
- 演じた三田村邦彦は、脚本では役の立ち位置がわかりづらく、最終的には監督の大森一樹の演出を信じて演じたと述べている。三田村は、軍手を長い竹の棒の先に被せて助監督が掲げ、ゴジラの目線と言って走っていたことをすごく覚えているという。
- バーのシーンでは、スタッフの遊び心により三田村が当時CMを担当していたビールを飲んでいる。

大河内 明日香（）
精神開発センターの研究員で、桐島の恋人。28歳。
政財界の重鎮・大河内誠剛の娘。白神英理加とは親友だった。父の財団のプロジェクトを巡って桐島とは少々溝が開いてしまっていたが、次第に関係を取り戻していく。愛車は三菱・パジェロで、桐島と共用している。ゴジラを足止めする危険な任務に挑む未希を後見人のような立場で見守ろうと単身で関西国際空港建設基地に残留する勇敢な一面に、穏やかさを併せ持つ。

黒木 翔（）
防衛庁特殊戦略作戦室室長。三等特佐。26歳。
防衛大学を首席で卒業し、スーパーX2の運用ならびに陸・海・空・全自衛隊を指揮する。若さゆえの粗もあるが、上官に対しても物怖じしない胆力や、三枝未希の超能力をも理解して作戦に活用するなど柔軟な頭脳を持つ理論家で、手段を選ばない大胆な戦術・戦略でゴジラを追い詰める。終盤ではSSS9をM6000TCシステムで蒸発させるなどの機転も見せる。
『ゴジラvsデストロイア』では、スーパーXIIIの機長として再登場する。
ノベライズ版でも工作員が乗ったスパイ機をサンダービームで撃墜する。坂井孝行によるコミカライズ版では、次作『ゴジラvsキングギドラ』から『ゴジラvsデストロイア』までの全作品に登場している。
- 脚本第3稿では、三佐と設定されていた。
- 脚本を担当した大森一樹は、執筆段階では配役に古尾谷雅人をイメージしていた。黒木の衣装は、アメリカ映画『脱走特急』（1965年）に主演したフランク・シナトラの衣装をイメージしている。警戒警報の情報操作は、映画『新幹線大爆破』（1975年）をイメージしている。
- 演じる高嶋政伸は、黒木がゲーム感覚でゴジラと戦っているとの説明を受けたが、自身ではコンピュータなどに触れていなかったため今ひとつ理解できていなかったという。「ヤングエリート」という設定についてもあまりピンとこないまま演じていたが、後にIT業界などで若手実業家らの活躍が日常的になっていったことで現実的に感じられるようになったと述べている。演技については、舞台出身ゆえに大げさであった自身の演技を大森が抑えてくれたうえ、ヤングエリートに見えるよう仕立ててもらったと述懐している。白神博士に抗核バクテリアの効果を問いただすシーンの撮影では、脚本に「！」と記されていたことから勢いよくセリフを言ったら、白神役の高橋幸治が驚いてセットから飛び出してしまったこともあったという。
- 海へ去るゴジラを見つめるシーンの撮影では、大森から「なにかできるか」と問われた高島は「耳を動かせる」と応え、その描写が撮影された。結局はカットされ、高島自身も設定に合わないと考えていたが、そういったシーンでも進んで撮影することが従来の映画監督とは異なる大森のアクティブさを感じられたと語っている。

三枝 未希（）
大河内明日香の勤める精神科学開発センターに研究対象の1人として所属する少女。17歳。
三原山上空からゴジラの活動を感知したり、大阪湾ではゴジラの動きを一時的に足止めするなど、センターで最も強い超能力を持つ。関西国際空港建設予定地ではゴジラを精神感応で一時足止めするが、かなりのエネルギーを使い果たし、失神してしまう。終盤では白神新植物研究所にて薔薇の声や明日香に助けを求める英理加の思念を感じ、ビオランテの出現を予測して桐島たちに伝えたほか、ゴジラとの激戦を経て宇宙へ舞い上がっていくビオランテの光の粒子から、感謝する英理加の思念を感じ取った。
次作『ゴジラvsキングギドラ』から『ゴジラvsデストロイア』までの平成VSシリーズのほか、『怪獣プラネットゴジラ』にも登場している。
漫画版『ゴジラ1990』では、1984年のゴジラ襲撃時に両親を失っていることが描かれている。
- 原作者の小林晋一郎は、本作品が植物を中心とした物語であることから登場人物の名前もそれにちなんだものとし、さらに毛利元就の三本の矢の逸話もヒントにして、「知恵と勇気と愛の3本の枝が集まれば希望が生まれる」という意味を込めて命名した。当初、小林は名前を「希（）」としていたが、脚本の時点で大森の娘の名前と同じ読みの「未希」に改められた。
- 小林による応募作品の時点では未希に相当する人物は登場しておらず、主人公である雑誌記者のさやかがビオランテの声を感じ取るという描写があるのみであった。その後に執筆されたストーリー案では、不知火研究所のアルバイトという設定になっており、エリカのものと思われる女性のすすり泣きを耳にするという展開であった。小林は、イメージキャストとして早見優を想定していた。
- 大森による案では、大阪湾にて未希が超能力でゴジラを海上に浮き上がらせるという展開もあったが、田中に却下された。
- 演じる小高恵美は、監督の大森から参考資料として映画『キャリー』（1976年）を観るよう指示されたという。また、眼の前に対象物がない状態で芝居をすることには、映画『竹取物語』（1987年）で盲目の役を演じていた経験が活かされた。演技については、生活感を出さず神秘的に見えるよう心がけたと述べている。しかし、後年の作品ではそこから成長した未希と自身の成長過程とが重ならず難しかったとも述べている。
- 大森によれば、本作品の後に企画されていた『モスラVSバガン』にゴジラシリーズとの接点として未希の登場が予定されており、企画は没になったがその名残として以降の平成VSシリーズに未希が登場することになったという。

SSS9（）
サラジア共和国の工作員。コードネームは「サラジア・シークレット・サービスの9番目」という意味。G細胞とANEBをめぐって暗躍するが、白神を殺害した後に桐島と格闘を繰り広げた末、黒木がM6000TCシステムで発生させた人工雷に遭い、蒸発する。
- 演じるマンジョット・ベディは、SSS9を単なる悪役ではなく任務遂行のために淡々と行動するプロフェッショナルであると考え、感情を出さないクールな男とイメージしていた。当初は素顔のままで撮影に臨んでいたが、ベディの目が優しすぎるとの理由から、ミッション時はサングラスをかけているという設定になった。

山本（）
スーパーX2の開発スタッフである、自衛隊技術部長。科学技術に対しては頑なな様子であり、完成したスーパーX2の性能を自信満々に黒木や権藤へ説明するが、初戦でゴジラに敗退してしまったことで肩を落とし、技術力の限界を痛感する。

大和田 圭子（）
バイオメジャー案件を担当する内閣官房長官。首相官邸に権藤と大河内を呼び、三原山からゴジラを復活させないためにバイオメジャーの取引に応じてANEBを引き渡すように依頼する。
- 脚本第3稿では、大和田圭介という男性であった。
- 「ゴジラより野党対策」とのセリフは脚本にはなく、1989年7月に行われた第15回参議院議員通常選挙で自民党が過半数割れした当時の政情を反映させたものである。

山地（）
防衛庁長官直属の地位で、自衛隊の最高位である統幕議長。情報操作や大都市への被害も厭わない黒木の脱法気味な作戦展開に不満を漏らし、激昂するなど黒木と対立する場面もあったが、ラストシーンでは意外な表情を見せる。若狭でのサンダービーム作戦では自ら陸上幕僚長とともに対ゴジラの前線で指揮を執る。
- 演じる上田耕一は、後年のインタビューで自身が演じた役の中では比較的格好良く、印象に残っていると述懐している。
- 「護衛艦隊、攻撃開始」というセリフは、本編ではカットされたが宣伝部によるダイジェスト映像に採用された。

小山 実（）
ゴジラ出現時の、国土防衛に関する総責任者である防衛庁長官。バイオメジャー関連への対応について、大和田とともに、大河内たちとの会議を招集する。日本の原発の3分の1が集中する若狭へのゴジラ進攻を危惧する。

竹田（）
科学技術研究部長。若狭湾でのサンダービーム作戦では責任者を務める。
- 脚本第3稿では、竹田義成というフルネームが設定されていた。

ジョン・リー
アメリカ・バイオメジャーの白人系エージェント。コードNo.46762。英語はもとより、日本語もかなり流暢に話す。
ローと共に白神新植物研究所を監視し、後日の夜間に侵入したところ、SSS9やビオランテの触手に襲われ、ローを失いながらもANEBに関する資料を盗み出すことに成功する。その後、「エイリアン」と名乗って強力な爆弾を仕掛けて三原山を爆破してゴジラを復活させると日本政府を脅迫し、ANEBの受け渡しを要求する。日本政府に要求を受け入れさせた後、桐島や権藤とのANEB受け渡し現場に三原山の爆破スイッチを搭載したトラックに乗って現れるが、SSS9の妨害に遭って射殺される。その際にトラックが横転したために爆破スイッチは制御不能におちいり、結果としてゴジラの復活につながってしまう。
- 当初、脅迫状の名義は「キングコング」となっていたが、田中友幸の反対に遭い、「エイリアン」に変更された。

マイケル・ロー
バイオメジャーの黒人系工作員。コードNo.56594。白神博士の動きを監視しており、彼の留守中にジョンと共に白神新植物研究所に侵入し、ANEBに関する資料を盗もうとしたが、突如出現したビオランテの触手に襲われ、死亡する。

サーハン
サラジア・オイル・コーポレーションの大阪支社長。保管していたANEBを持ち出そうとしていたところにやってきた桐島と権藤に殴られ、ANEBを奪還されてしまう。

アブドール・ザルマン
サラジア生物工学研究所所長。白神に対しては、1985年時にスポンサーとして友好的に接していたが、彼がサラジアを離れて日本でANEBを開発したことを知り、ANEBの独占を狙ってSSS9に邪魔になった白神の暗殺を命じる。

デーモン小暮
本人役。生放送のテレビ番組に出演していたが、ゴジラ出現の臨時ニュースを流すために番組が中断し、視聴者にニュース速報を聞くよう訴える。

白神 英理加（）
白神博士の娘。明日香の親友。享年23歳。
父の助手としてサラジア生物工学研究所に勤務していたが、1985年にバイオメジャーの爆破工作に遭い、死亡する。その後、体細胞は父によってビオランテに組み込まれることになる。本作品のラストは英理加のモノローグで締めくくられた。
- 小林による原案では、不知火エリカという名称であった。設定では将来を有望されたピアニストであったが不治の病で死去しており、ビオランテの蔦がピアノを這って「英雄ポロネーズ」を弾くというシーンも存在した。また、不知火博士の助手・立花が婚約者であった。

権藤 吾郎（）
陸上自衛隊一佐。40歳。
自衛隊陸幕調査部から国土庁特殊災害研究会議に出向しており、「第一種警戒体制」に応じてゴジラ対策にかかるが、本人は「体のいい左遷」と語っており、鬱屈した日々を過ごしている。愛用の腕時計はセイコー ファイブスポーツ(seiko 5126-8090)。事態を他人事のようにとらえた不謹慎かつ呑気な発言が目立つが、冷静な判断力と高い行動力を持つベテラン自衛官。特殊部隊を指揮してサラジアからANEBを取り戻し、大阪にてゴジラにANEB弾を3発（そのうち1発は口内へ）命中させるが、その直後にツイン21の倒壊に巻き込まれ、死亡する。
『ゴジラvsスペースゴジラ』には妹の千夏や親友の結城晃が登場している。
- 脚本を担当した大森は、執筆段階では配役に原田芳雄をイメージしていた。キャスティング担当の田中忠雄からは、蟹江敬三や黒沢年男なども候補に挙げられていた。
- 権藤がツイン21の崩落によって死亡するシーンは、演じる峰岸徹がスタントなしで演じたが、スタッフのミスによってカメラが回っていなかったため、崩落場面を撮り直している。大変な撮影であったため、峰岸は撮り直しを伝えられた時は冗談だと思っていたという。権藤がガラスを爆破するスイッチは、NTカッターのケースを用いている。

大河内 誠剛（）
明日香の父にして財団法人大河内総研当主。60歳。
自らの会社に政府から押し付けられたG細胞を保管しているが、日本の防衛力をANEBによって向上させる意図を持っている。世界中のVIPや偉人の細胞や精子を冷凍保存する「バイオバンク」プロジェクトを発表し、物議を醸している。ひょうひょうとした人柄だが、プロジェクトに対しては毅然とした態度で臨み、「原爆とゴジラの脅威にさらされた日本が、核兵器を超えるANEBを作り保有しても決して悪いと思わない」という思想を持つ。
- 「誠剛」の名は、大森の高校時代の同級生に由来する。

白神 源壱郎（）
英理加の父にして遺伝子工学の世界的権威。55歳。
1985年にサラジアにて砂漠でも育つスーパープラントを研究していたが、G細胞の争奪戦に巻き込まれて英理加を失ったことにより、科学に失望する。日本へ帰国した後、芦ノ湖畔に建てた研究所にて隠棲し、英理加の遺伝子を組み込んだバラを5年間栽培していた。
大河内からANEBの開発を依頼されて一度は断るが、英理加の細胞を組み込んだバラが瀕死に陥ると、承諾する代わりに預ったG細胞をそのバラと融合させ、ビオランテを誕生させてしまう。物語の終盤、SSS9に射殺される。
- 小林による原案では不知火博士という名称であった。
- サラジアでの事件後、第1作『ゴジラ』の芹沢博士のようにアイパッチを着用するという案も存在したが、田中に却下された。

## 登場兵器

### 架空
スーパーX2

92式メーサー戦車

24連装ロケット砲車

83式600mm地対地ミサイル車

92式ペトリオット<改>対Gシステム特車

抗核エネルギーバクテリア（）
略して抗核バクテリア、または英名であるAnti Nuclear Energy Bacteriaの頭文字をとってANEBとも呼ばれる。
新宿で採取されたG細胞に含まれる、核を食べて放射能を無害化する遺伝子から作り出された核物質を食べてエネルギー源にするバクテリア。作中ではこれをゴジラの体内に撃ち込んで核反応を抑え込み、エネルギーを奪うことを目的として大河内財団の協力の下で白神源壱郎博士らが5つのカプセルが開発し、自衛隊が大阪に上陸したゴジラに対し使用した。その効果はバクテリア弾1発で原発1基分の核反応を抑制できるほどであるが、当初はゴジラの体温が低かったために活性化せず、すぐには作用しなかった。そこでゴジラの体温を上昇させるための「サンダービーム作戦」が実施された結果、その後のビオランテとの交戦中にはゴジラを昏倒させる。しかし、ゴジラの倒れ込んだ先が海だったことから体温が下がり、効果は一時的に低下する。その間に消滅して宇宙へ飛んでいったビオランテを後に、回復したゴジラは海へ帰る。
白神博士が殺害されたため、本作品以降のシリーズには登場しない。

マイクロウェーブ6000サンダーコントロールシステム
略称はM6000TCシステム。
実験エリア上空にヨウ化銀を散布して人工的に雷雲を発生させ、稲妻によって発生する高周波により対象物の分子を振動させて加熱する実験システムで、一定の空間を使った超巨大電子レンジと言われる。ソニックビーム車と呼ばれる磁場を発生させる巨大なアンテナ車輌と、避雷針のような突起のついた地雷型の電位差発生装置で構成され、ソニックビーム車8輌と電位差発生装置140基で実験フィールドを1つ形成する。電位差発生装置を踏んで負の電荷をかけると、上空で帯電しているソニックビームで発生させた磁場に対して人工雷が放電され、発生した高周波によって対象物は加熱される。その熱エネルギーは、電位差発生装置1基で戦車一台を容易に溶かすほどであり、あくまで科学実験設備でありながら対地兵器と表現する資料もみられる。システムの運用には大電力を必要とするため、原子力発電所による電力供給が可能な若狭湾付近に実験場が設けられていた。
劇中では、ゴジラの体内に撃ち込んだANEBを活性化させるべく、予想以上に低温だったゴジラの体温を上昇させるサンダービーム作戦に使用された。システム自体には武装がないため、作戦エリアまではメーサー戦車による攻撃でゴジラを誘引し、その後もメーサー戦車や戦車・ミサイルなどの攻撃によりゴジラを作戦エリア内に封じ込めた。ANEBの効果が現れるまで時間がかかったため、ゴジラの反撃や、突如として出現したビオランテとの戦闘に巻き込まれて大きな被害を出しながらも、最終的には作戦は成功している。また、白神博士を射殺したSSS9に対しても黒木が電位差発生装置を作動させており、発生した人工雷によってSSS9は一瞬で消滅した。
その他、『月刊コロコロコミック』に掲載されたコミカライズ作品では、『ゴジラvsモスラ』でモスラ幼虫を焼き払うために黒木が使おうとしたり、『ゴジラvsデストロイア』でゴジラを冷却するために、このシステムを応用したPE（ペルチェエフェクト）6000サンダーコントロールシステムが登場している。
- デザインは、特殊美術の大沢哲三による原案を長沼孝が図面に起こした。長沼は、1/50スケールで画面映えさせるため高さ30メートルと設定し、運搬が可能なように折り畳める構造としたが劇中では活かされていない。
- 撮影用プロップは、原型をクラフトポイント、組み立てと仕上げを東宝特殊美術が手掛けた。実験エリアの遠近感を強調するためにソニックビーム車・電位差発生装置の両方とも大中小3サイズが作られており、前者のアンテナ部電極板はプリズムテープで表現された。また、電位差発生装置は、本編撮影用の実物大大道具が先行して製作されたため、特撮用ミニチュアモデルが後から合わせて作られた。大森は、『フランケンシュタインの怪獣 サンダ対ガイラ』（1966年）でのL作戦のシーンをイメージしたと述べている。遠景での描写はマットアートで描写している。

ソニックビーム車
装軌式の台車の上に巨大な電位相増幅装置を搭載したソニックビーム車（雷電位相増幅機=M6000-TCS）と91式特殊牽引索敵レーダー車で構成され、これに電位差発生装置（通称「地雷」）で一つのシステムを構成している。形式記号はPDSS91。所属は陸上自衛隊。
- 全高：30メートル
- ミニチュアは3種類のサイズが用意され、最大のものは1/25スケールであった。

スーパーサーチライト車（TSL-91）
若狭湾近辺で行われたサンダービーム作戦の支援車両として展開した移動照明車。
- ミニチュアは『モスラ』（1961年）で使用されたはしご消防車を改造し、はしごのターレットにサーチライト1基を載せたもの。その後、ミニチュアは2009年の時点で東宝の倉庫に保管されているのが確認されている。

### 実在
自衛隊
- 90式戦車
- 74式戦車
- 61式戦車（61式中戦車）
- 82式指揮通信車
- 73式装甲車
- 60式装甲車
- 74式特大型トラック
- 73式大型トラック
- 73式中型トラック
- 73式小型トラック
- 1/4tトラック
- 中砲けん引車
- 75式130mm自走多連装ロケット弾発射機（75式MSSR）
- 67式30型ロケット弾発射機
- 60式自走106mm無反動砲
- 75式自走155mmりゅう弾砲（155mm榴弾砲）
- 203mm自走りゅう弾砲（自走203mm榴弾砲）
- 155mmりゅう弾砲FH-70
- 75式ドーザ
- 大型ドーザ
- 救急車
- はるな型護衛艦「ひえい」（DDH護衛艦ひえい、護衛艦はるな型DDH142ひえい）
- はつゆき型護衛艦「はつゆき」（DD護衛艦122はつゆき、護衛艦はつゆき型DD122はつゆき）
- たちかぜ型護衛艦「たちかぜ」
- たかつき型護衛艦
- しらね型護衛艦「しらね」（名称のみ）
- むらさめ型護衛艦「むらさめ」（名称のみ）
- F-15J戦闘機（F-15Jイーグル）
- AH-1S対戦車ヘリコプター（AH-1Sコブラ）
- UH-1H多用途ヘリコプター（ベルUH-1イロコイ、UH-1Bひよどり）
- OH-6D観測ヘリコプター（OH-6J）
- KV-107II-4中型輸送ヘリコプター（バートルKV107ヘリコプター）
- CH-47J大型輸送ヘリコプター
- HSS-2B哨戒ヘリコプター（HSS-2B対潜哨戒ヘリ）
- AS350ヘリコプター
- 89mmロケット発射筒 M20改4型
- 84mm無反動砲
- 64式小銃
- M16A1アサルト・ライフル

バイオメジャー
- 三菱ふそうトラック
- M16A1自動小銃
- M11機関拳銃
- M1911自動拳銃
- マークII手榴弾

サラジア・シークレット・サービス
- AK-47自動小銃
- ベレッタM1934自動拳銃

## 設定
G細胞

筑波生命工学研究所
筑波にある桐島が勤めている研究所。大河内総研から援助を受けており、抗核バクテリアの研究が進められていた。
- 撮影はアマダで行われた。

白神新植物研究所
日本に帰国した白神が神奈川県の芦ノ湖畔に建てた研究所。白神は英理加の遺伝子を移植したバラと共に5年間ひっそりと暮らしていたが、サラジア・シークレット・サービスやバイオメジャーに長期に渡って監視され続けている。
ここで誕生したビオランテと、抗核バクテリアの資料を狙って侵入したSSS9、リーとローの乱闘によって、所内は荒らされてしまい、最終的に白神の死に伴って閉鎖される。
- ロケは芦ノ湖ではなく河口湖で行われた。ビオランテに破られた壁は、現地にセットを持ち込んでいる。

精神科学開発センター
大河内総研が筑波に設立した超能力の研究と訓練を行う機関で、素養を持つ少年少女を多数養成している。ここの子どもたち全員が夢でゴジラ復活を予知する。
『ゴジラvsメカゴジラ』には、後身である精神開発センターが登場する。
- ロケは朝霞市中央公民館で行われた。
- 子供たちが描くゴジラの絵は、特撮絵コンテの破李拳竜が手掛けたほか、スタッフの子供たちが描いたものもあった。

大河内総研
大河内が総帥を務める財団法人。筑波生命工学研究所に莫大な資金援助を行っている。
東京都内にある本社屋では、地下室に新宿で採取されたG細胞を保管している。

国土庁特殊災害研究会議Gルーム
国会で可決された「ゴジラ対策立法」を基に、ゴジラ災害を担当するセクションの中心的な部署。陸上幕僚監部調査部から人員が出向しており、精神科学開発センターをはじめとする各施設と連絡を取り合い、ゴジラに関する情報を集め、ゴジラ復活に備えている。
室長を務める権藤の殉職により解体される。
- 撮影は東宝撮影所内で行われた。権藤の部屋に飾られているオキシジェン・デストロイヤーのレプリカは、第1作『ゴジラ』で用いられたプロップを使用している。大森によれば、本編装飾の遠藤雄一郎が気を利かせて設置したという。

防衛庁特殊戦略作戦室
対ゴジラ作戦のための特別教育・訓練を受けた自衛隊員で構成される防衛庁の特別部署で、若手隊員らは「噂のヤングエリート集団」と呼ばれている。
次回作『ゴジラvsキングギドラ』に登場する内閣安全保障室Gルームの司令室要員たちもこの部署のシンボルマークを付けている。
- オペレーションルームのセットは東宝スタジオ第1ステージに組まれた。黒木が入室するドアは、スタジオのドアがそのまま用いられた。

三友重工（）
防衛庁と共同でスーパーX2を開発した重工業メーカー。同社の格納庫にスーパーX2が置かれている。

サラジア共和国
中近東の国家。自国の広大な砂漠地帯を緑の穀倉地帯に変えて、ポスト石油の世界戦力の展開を狙っている。諜報機関「サラジア・シークレット・サービス（SSS）」を有し、裏で遺伝子工学に関するさまざまな工作活動を行っている。
大阪市街のビルにはサラジア・オイル・コーポレーション、サラジア航空、サラジア航空貨物、といった本国資本の関連会社の日本支社を持ち、神戸港から週1回日本とサラジアを往復する貨物船を出している。
- 海越しに映るサラジアの映像は、川崎市浮島町のコンビナートを東扇島埠頭側から撮影したものである。また、一部のシーンは高橋幸治が出演していた映画『傷だらけの勲章』（1986年）から流用している。
- サラジア・オイル・コーポレーションの撮影は堂島関電ビルで行われた。

サラジア生物工学研究所
サラジアの砂漠地帯にある世界一の設備を誇るといわれている研究所だが、サラジア・シークレット・サービスの拠点でもある。1985年にバイオメジャーによって白神が勤めていた研究棟が爆破されている。
- 外観は筑波の施設で行われ、背景の砂漠や爆破された研究所などはマットアートを合成している。英理加役の沢口靖子は筑波ロケには参加しておらず、英理加のシーンは代役による後ろ姿のみが撮影され、沢口のアップシーンは後日スタジオで撮影が行われた。

バイオメジャー
アメリカ遺伝子工学産業大手4社の共同機構。遺伝子工学分野での市場独占（食料支配の覇権維持）を狙って、1985年時からサラジア・シークレット・サービス同様、日本にコマンドやエージェントを派遣し、活動させている。
- 小林による原案では、CIAという設定であった。

ゴジラ・メモリアル・ラウンジ
ゴジラの襲撃により壊滅した新宿に建てられた記念館。天井の窓はゴジラの足跡を象っており、館内にはゴジラにより破壊されたビルのコンクリート片がゴジラ痕跡記念物として展示されている。
- 大森は、本作品のロケで使用したMOA美術館の空が見える天井からゴジラの足型が空いた天井を発想したと述べている。
- 桐島役の三田村邦彦は、同シーンのロケもアマダで行ったことを証言している。

## キャスト
- 桐島一人[出典 82]：三田村邦彦
- 大河内明日香[出典 83]：田中好子
- 黒木翔[出典 84]：髙嶋政伸
- 三枝未希[出典 85]：小高恵美
- SSS9[出典 86]（SSS・9[77]）：マンジョット・ベディ
- 山地統幕議長[出典 87]：上田耕一
- スーパーX2オペレーター[出典 88]：豊原功補[注釈 17]、鈴木京香[注釈 18]
- ジョン・リー[出典 91][注釈 19]：ハント敬士
- マイケル・ロー[出典 91][注釈 20]：デリック・ホームズ
- 自衛隊隊員[197]（陸上自衛隊員[204]）：松原一馬、山田義晴、河合哲、弓家保則
- 自衛隊隊員[197][212]（陸上自衛隊員[204]）：井上浩
- 自衛隊隊員[197][213]（陸上自衛隊員[204]）：吉満涼太
- 秋山陸自巨大植物監視部長[出典 92]（秋山巨大植物監視部長[77]）：辰馬伸
- 作戦室員[197][注釈 21]：皆川衆、松岡一間
- 作戦室員[197][215][注釈 21]：坂田祥一
- サーハン[出典 93]（サラジア・オイル・コーポレーション日本支社長[9][49]）：メヒディザデ・ソレイマン
- 研究員[出典 93]：アブドゥーラ・ヘラール
- コマンド[出典 94]（バイオメジャーのコマンド[9]）：カーティス・クレイマー、ブライアン・ウール、ロバート・コーナー
- 看護婦[出典 93]：黒岩磨聖
- スーザン・ハーン[216][198]（CCNキャスター[9][204]、CNNニュースキャスター[206]）[注釈 22]：ベス・ブラット
- 白神英理加[出典 95]：沢口靖子（特別出演）
- 山本技術部長[出典 96][注釈 23]：永島敏行（友情出演）
- 大和田官房長官[出典 98][注釈 24]：久我美子（友情出演）
- 小山防衛庁長官[211][注釈 25]：中田博久
- 竹田科学技術研究部長[出典 100]：佐々木勝彦
- 陸上幕僚長[出典 101][注釈 26]：荻原賢三
- 海上幕僚長[出典 102][注釈 27]：仙波和之
- 航空幕僚長[出典 103][注釈 28]：山中康司
- アブドール・ザルマン[出典 104]（サラジア生物工学研究所所長[9][49]）：アイデン・ヤマンラール
- ゴジラ[出典 105]：薩摩剣八郎
- ビオランテ（第1形態）[出典 106]：竹神昌央
- ビオランテ（第2形態）[出典 107][注釈 29]：柴崎滋、木村義隆
- テレビレポーター[出典 109]（TNNテレビレポーター[出典 94]、TNNテレビのリポーター[77]、ニュースキャスター[206][226]）：相楽晴子
- ニュースキャスター[出典 93]（臨時ニュースキャスター[227][77]、アナウンサー[226]）：松川裕美
- スーパーX2整備長[出典 110]（スーパーX2整備主任[226]）：武野功雄
- デーモン小暮[出典 111]（本人[229]）[注釈 30]：デーモン小暮
- 権藤吾郎[出典 112]：峰岸徹
- 大河内誠剛[出典 113]：金田龍之介
- 白神源壱郎[出典 114]：高橋幸治

### ノンクレジット
- 避難を呼びかける歌手[48]（斉藤由貴[119]） - 斉藤由貴[出典 115][注釈 31]
- 空港アナウンス - 伊倉一恵[234]
- ニュースキャスター - 坂信一郎[235][注釈 32]
- 千里中央病院内の医師 - 大森一樹[出典 116]
- TNNテレビカメラマン - 金子功（本編助監督）[238]
- 予告編ナレーター：小林清志[222]

## スタッフ
- 製作：田中友幸
- 脚本・監督：大森一樹
- 特技監督：川北紘一
- ゴジラストーリー応募作品「ゴジラ対ビオランテ」小林晋一郎・作より
- プロデューサー：富山省吾
- 音楽：すぎやまこういち
  - 編曲：デビッド・ハウエル
  - サントラ盤：東芝EMI
- 音楽プロデューサー：岩瀬政雄
- 音楽ミキサー：行方洋一、大野映彦
- ゴジラテーマ曲：伊福部昭
- 撮影：加藤雄大
- 美術：育野重一
- 録音：宮内一男
- 照明：粟木原毅
- 編集：池田美千子
- 助監督：井上英之
- 製作担当者：森知貴秀
- 監督助手：久保裕、深見和彦、金子功
- 撮影助手：脇屋隆司、清久素延、山口季幸
- 照明助手：三上鴻平、渡辺保雄、川越和見、入口正平、二見弘行、加藤賢也
- 照明機材：中谷孝正
- 録音助手：斉藤禎一、渡辺宸彬、影山脩
- 特殊機械：宮川光男、鹿山和男
- 美術助手：頓所修身、長田史子、新垣博人
- 装置：鈴木栄二
- 組付：笠原良樹
- 装飾：田代昭男、南沢修、遠藤雄一郎、河原正高
- 電飾：稲畑秀男、田中良直
- スチール：石月美徳
- 編集助手：糸賀美保、斉藤美津子
- ネガ編集：大橋まさみ
- 効果：伊藤進一、中村佳央
- 記録：江口由紀子
- 衣裳：川崎健二
- ヘアーメイク：上野晴美
- 俳優係：田中忠雄
- 音響効果：伊藤進一、中村佳央（東洋音響カモメ）
- 製作係：福塚孝哉、福島聡司
- 擬斗：宇仁貫三
- カースタント：スーパー・ドライバーズ
- 特殊技術
  - 撮影：江口憲一
  - 特美：大澤哲三、長沼孝
  - 照明：斉藤薫
  - 造形：安丸信行[注釈 33]、品田冬樹
  - 操演：松本光司
  - 特殊効果：渡辺忠昭、久米攻
  - 助監督：松本清孝
  - 監督助手：千葉秀樹、神谷誠、阿部雄一
  - 協力撮影：野沢善夫
  - 撮影助手：木所寛、佐々木雅史、有田勝美、真塩隆英
  - 照明助手：瀬尾伸幸、林方谷、関野高弘、横道将昭、泉谷茂
  - 照明機材：棚網恒夫
  - 特美助手：都築雄二、高橋勲、稲付正人
  - 造形助手：小林知己
  - 操演助手：香取康修、白石雅彦
  - 特効助手：岩田安司、渡辺俊隆、中條勝美
  - 装置：野村安雄
  - 組付：小笠原禎
  - スチール：中尾孝
  - 編集助手：柳沼由加里
  - 記録：堀ヨシ子
  - ビオランテデザイン：杉田篤彦、鈴木典孝、西川伸司
  - メカニカルデザイン：横山宏
  - 製作係：小島太郎、古波倉正也、鈴木勇
- 特殊視覚効果
  - オプチカルエフェクト：岸本義幸、北条則明
  - モーションコントロール：木下良仁、阿部健一
  - ビデオエフェクト：萩原賢治
  - タイミング：岩田夫
  - エフェクトアニメーション：橋本満明、松本肇、斉藤雅和
  - アニメーション：毛利和昭、山懸亜紀、赤堀隆一
  - コンピュータグラフィックス：大屋哲男、亀谷久、水端聡
  - マットペインティング：山本二三[注釈 34]、三瓶一信
  - マットペインター：石井義雄
  - コーディネート：小川利弘、三沢勝治
  - プロデュース：山辺崇、馬野光晴
- 協力：防衛庁[注釈 35]
- 資料協力：教育社、組織培養記念研究所、日本テレビ放送網
- プロダクション協力：東宝映像美術、東宝スタジオ、東宝録音センター、東宝音楽出版、京都衣裳、東京現像所
- 東宝映画作品
- 配給：東宝株式会社

## 制作

### 企画経緯
前作『ゴジラ (1984年の映画)』（1984年）は、配給収入17億円のヒットとなり、1985年3月には続編制作へ向けてゴジラ委員会が発足された。しかし、東宝が当初目標としていた20億円には届かなかったことや、中高生の動員が伸び悩んだこと、ゴジラ復活の後押しとなったファン層からの評価が芳しくなかったことなど反省点も多く、それらを踏まえた上でシリーズ化し正月映画として定着させるために検討事項も多かった。
製作の田中友幸は、観客の反応を特に重視していたとされ、エンターテイメント性を持たせつつ、前作の「ゴジラ復活」と同等のイベント性を保つため、ストーリーの一般公募を実施した。1985年4月に原案を一般公募した結果、応募総数5,025本から、特撮テレビドラマ『帰ってきたウルトラマン』の第34話「許されざるいのち」の原案（原案時点でのタイトルは「狂った生命」）を手掛けた歯科医・小林晋一郎の作品が採用された。なお、入選した候補のもう1つ「ゴジラ対巨大ロボット軍団」は、ゴジラが巨大コンピュータと戦い、それが戦車もどきのメカになるという案であり、本作品の制作が決定した後もその続編として検討されていたが、1989年公開の特撮ロボット映画『ガンヘッド』が興行的に不振だったことが影響し、却下されている。このほか、佳作・準佳作には、後に江戸川乱歩賞を受賞する坂本光一やサイエンスライターとして活動していた飛鳥昭雄らの作品もあった。授賞式は1985年11月9日に行われた。小林を交えたシノプシス制作は、授賞式直後から翌1986年1月にかけて行われた。この段階では、1986年12月公開（1987年正月興行）が予定されていた。
監督・脚本の大森一樹は、ゴジラシリーズ初の東宝外部監督である。田中は、シナリオコンクールで城戸賞を受賞した大森の脚本を高く評価していたことから直接面会して脚本を依頼し、それに納得したことで監督も依頼したという。しかし、脚本作りが難航したため、プロデューサーの富山省吾はその間に『恋する女たち』『トットチャンネル』などの監督に大森を起用している。大森は、外様の監督がゴジラを撮ることへの反発は少なからずあり、これらの作品を手掛けたことで東宝からの信頼を得られたのではないかと述べている。
企画自体は前作の直後より動き出していたが、脚本やビオランテのデザインなどが難航し、準備期間は長期に渡った。富山は、シリーズの方向性を模索していたことと、制作費のかかる作品であるため東宝上層部が慎重であったことなどを理由に挙げている。また、小林は「花がゴジラと戦う」というイメージが多くの理解を得るのに時間がかかったと証言している。正式にゴーサインが出たのは1989年5月に入ってからである。前年に制作されていた企画書では、夏興行と想定していたが、ここへは『ガンヘッド』が当てられた。しかしこの時点でもビオランテのデザインは保留となっており、決定に至ったのは特撮班クランクイン後の同年8月下旬であった（ビオランテ#デザイン参照）。
大森は、幼少期に鑑賞した『モスラ対ゴジラ』（1964年）に感銘を受け、本作品も女性的なイメージの怪獣、戦闘シーンの多さなどに影響を受けているといい、三枝未希も小美人に通ずるキャラクターであるとしている。また、リアリティのバランスや自衛隊の動かし方などは『フランケンシュタインの怪獣 サンダ対ガイラ』（1966年）を参考にしている。
大阪市にゴジラが出現するのは、『ゴジラの逆襲』（1955年）以来34年ぶりである。大森は、大阪を舞台の1つとした理由について前作が東京であったことの差別化であったとしているが、結果的に第1作『ゴジラ』（1954年）と『逆襲』との関係と同じになってしまったと述べている。『逆襲』と同じく中之島周辺が登場しているが、大阪城は背景として数回映るに留まった。主要な舞台となった大阪ビジネスパークは、1980年代後半に高層ビルの建設が相次いでいた新興地域であった。田中によれば、TWIN21を破壊することには反対意見も多かったが、運営に関わる松下電器は喜んで許可したと証言している。当時造成工事中であった関西国際空港の建設基地が登場しているのも特徴である。

### 内容の変遷
当初の仮題は『ゴジラ2』（『G-2』）。小林晋一郎による原作は『ゴジラ対ビオランテ』であったが、従来のゴジラ映画と変えるため『VS』になったとされる。東宝宣伝部による案では『ゴジラ2 バイオウォーズ』『ゴジラ2 赤いDNA』『G細胞の奇跡』などが挙がっていた。
小林晋一郎による執筆作
応募作品『ゴジラ対ビオランテ』
小林による応募作品は、小林が1981年に少女漫画雑誌『マーガレット』（集英社）での新人漫画賞のシルバー賞を受賞し、デビュー作として検討された作品の1つ『風に哭くビオランテ』を下敷きとしており、植物の合成生命であるビオランテやそれを生み出したマッドサイエンティストなどの要素から話を膨らませている。また、小林が手掛けた『帰ってきたウルトラマン』第34話「許されざるいのち」と本作品には、バイオテクノロジーをテーマにしている点に加え、「許されざるいのち」で植物と動物の合性怪獣・レオゴンが芦ノ湖に出現するのと同様、植物と動物の融合怪獣・ビオランテがやはり芦ノ湖に出現するなど、共通する要素も多い。当時、小林は学会を控えていたが、他人の作品が自分の考えに近いものであったときに後悔しないよう締め切り直前の2日間で書き上げたと述懐している。
ビオランテやそれを生み出してしまう博士のストーリーが異なる他、スーパーX2、三枝未希、抗核バクテリアなどの映画中で重要な要素は登場しない。
また、ビオランテの他に「デューテリオス」という怪獣が登場する。ビオランテを作成する過程で生み出された実験動物で、作中では出来損ないと言われている。魚と獣の合成生物であり、水陸両生、魚の体にネズミのような四肢と尻尾を持つ。研究所から逃げ出したのちに巨大化し、付近の海で船舶を襲っていた。自衛隊との交戦中にゴジラが出現し逃走するが、追撃してきたゴジラとともに横浜港に上陸する。水陸両生だが長い間陸上にはいられず、次第に弱っていき最後にはゴジラに捕食される。
小林は、ビオランテが動かない怪獣であることから、怪獣ファン向けの活劇要素としてデューテリオスを登場させたと述べている。デューテリオスという名称は、「重ねる」という意味で重水素（デューテリウム）から取られている。映画には未登場だが小林自身によるラフスケッチも存在し、魚類と爬虫類の中間生命としてデザインされている。
『ゴジラ対ビオランテ』（第2稿）
『ゴジラ対ビオランテ』の入選が決まった後、プロデューサーの田中友幸は、小林に応募作をもとにした長めのプロットの執筆を依頼した。提出は1986年1月8日、原稿用紙120枚。
第2稿ではデューテリオスの登場がなくなり、替わりにアメリカと中東の産油国の間で繰り広げられるゴジラ細胞の争奪戦、ゴジラ細胞によるビオランテ誕生の経緯とその声を聞く女性、ゴジラの熱線を反射する自衛隊の新兵器「ZEUS (Zooming Electron Universal Shooter)」といった完成作に近い要素が盛り込まれている。
『ゴジラ対ビオランテ』（第3稿）
第2稿の後、1月10日に開催された会合を経て執筆された。提出は1月30日、原稿用紙320枚だが、この原稿は紛失しており詳細な内容は明らかになっていない。
小林によれば、第3稿は制作陣からは不評であったといい、田中文雄からは「書く度に悪くなっている」と評されたという。
この後、小林は脚本作業から離れ大森一樹へ交代したが、1989年に製作が正式に決定してからゴジラやビオランテのデザインに意見を出している。

大森一樹による執筆作
大森による初稿の不在
大森による脚本は第2稿（検討稿）から始められており、本作品には「初稿」とされる脚本が存在していない。小林は、自身が執筆したシノプシスのいずれかを初稿として扱ってくれたと述べているが、書籍『ゴジラVSビオランテ コンプリーション』では、大森による印刷されていない初稿が存在しているものと推測している。
ロングロングシノプシス
小林による『ゴジラ対ビオランテ』各稿をもとにストーリーラインをピックアップし、検討用のシノプシスが執筆された。
完成作品での主要人物はこの時点で概ね登場しているが、明日香は登場せず英理加がその役割を兼ねており、未希は白神の人工授精研究により生まれた英理加の異母妹という設定であった。ゴジラは三原山から復活した後、屋久島で自衛隊と交戦しており、ビオランテの出現地は諏訪湖であった。
『ゴジラ2』検討稿（1986年10月1日脱稿）
ロングロングシノプシスからストーリーを一新し執筆された。ストーリーは完成作品とほぼ同様だが、伊豆大島でのゴジラと自衛隊ヘリとの戦闘や、伊丹空港から国外脱出を目論むSSS9など、後の稿ではカットされた描写も多い。
大森は、ゴジラ細胞の争奪戦という要素を活かしたため前作からの続きというかたちになったといい、続編とすること自体は前提ではなかったと述懐している。
『ゴジラ2 ゴジラVSビオランテ』第三稿（1987年1月17日脱稿）
副題ではあるが、本稿で初めて『ゴジラVSビオランテ』が冠された。本稿では、中盤でゴジラが徳島県に出現し、阿波踊り会場や鳴門大橋などが舞台となっていた。
『GODZILLA ゴジラVSビオランテ』製作準備稿（1989年7月7日脱稿）
第三稿から2年を経てクランクイン直前に執筆された。本稿では、スーパーX2が芦ノ湖までゴジラを追撃するがビオランテにより撃墜されるという描写があり、生頼範義によるポスターにも反映されていた。
『ゴジラVSビオランテ』決定稿（1989年7月24日脱稿）
製作準備稿を叩き台に現実的な予算やスケジュールなどの製作状況を反映させたもので、前稿から17日間で執筆された。
富山省吾によれば、このほかに川北紘一による改訂脚本もあったとされるが、田中友幸は「円谷英二にもやらせなかったことは川北にやらせない」として、特撮監督が脚本を書くことを受け入れなかったという。大森も、自身が予算を考慮して撮りたかったシーンを泣く泣く削っていたのに、川北が特撮の見せ場を増やした脚本を出してきたことには憤りを感じていたことを述懐している。

### 外部スタッフの増加
メカニックデザインには、版権申請で関わりのあり前作でも伊豆大島ロケやキャンペーンなどに参加していたSF専門店ゼネラルプロダクツ代表の岡田斗司夫を介し、宮武一貴・河森正治・横山宏ら当時のアニメや模型業界などで活躍していたデザイナーが集められ、スーパーX2のコンペが行われた。最終的に横山の案が選ばれたが、その後横山が独自にデザインしたメーサー戦車の扱いを巡りトラブルが生じ、横山は正式なスタッフからは外されるに至った。
岡田の名はクレジットになく、本作品への関わりは書籍『ゴジラVSビオランテ コンプリーション』（2015年）で初めて明らかにされた。岡田は、横山の件に責任を持たずに済んだことに安堵したが、仲介料を請求できる状況ではなかったと述懐している。
ビオランテのデザインが難航し作業は長期に及んだため、デザイナーも多くの人物が参加していた。最終的なデザインを手掛けた西川伸司は、本作品以降も怪獣などのデザインを手掛け、シリーズを代表するデザイナーの1人となった。『帰ってきたウルトラマン』第34話に登場するレオゴンのデザインを手掛けた米谷佳晃も初期に参加していたが、米谷は以前よりゴジラシリーズと関わりがあり、本作品の原作が『帰ってきた』第34話と同じ小林だとは知らなかったという。米谷は、本作品の制作が正式に決定し、決定稿の台本を受け取った時点で自身の役割は終わったものと認識しデザイン画の返却を求め身を引いたが、実際にはこの時点でもデザインは決定しておらず米谷の名もクレジットされていない。原作者の小林もビオランテのデザインを描いていたほか、ロボットデザイナーとして知られた園山隆輔、マーブリング・ファインアーツの松原裕志、ビルドアップの品田冬樹、『ガンヘッド』から引き続き参加のスタジオOXなどが携わっていた。
ビオランテの造形は、1989年に設立されたばかりのビルドアップが手掛けた。同社代表の岡部淳也が前年に手掛けた『帝都物語』での造形が評価されての参加であった。スーパーX2の造形を担当したビーグルは、『さよならジュピター』から東宝特美に参加していた萩原晶が本作品のために設立した。
外部スタッフが多くなったため、富山や製作担当の森知貴秀らの意向により、本作品以降エンドクレジットに可能な限り多くのスタッフを掲載している。

### 配役
1989年5月の制作決定から8月のクランクインまで短い期間でブッキングを行わなければならず、富山省吾は豪華キャスティングが実現したことについてキャスティングプロデューサーの田中忠雄の手腕を評価している。
当初、大森のイメージキャストでは、権藤役に原田芳雄、黒木役に古尾谷雅人、白神博士役に仲代達矢と想定していた。最終的にはスケジュール優先での決定となったが、イメージと同様の本格的なキャスティングを目指し、高橋幸治や金田龍之介ら東宝特撮色の薄い豪華キャストとなった。特に高橋は怪獣映画への出演はこれまでなかったが、面白がって参加していたという。
1989年に『黒い雨』で各賞を総ナメした田中好子の出演交渉の際、大森は「（ゴジラ映画も『黒い雨』も）どちらも原爆に関することですから」と語ったという。
三枝未希役の小高恵美は、前作の沢口靖子に続き東宝シンデレラから起用された。沢口も別役で続投している。沢口が演じる英理加が冒頭に死亡して小高の場面に移るという展開は、第1回から第2回へのシンデレラのバトンタッチを意識した演出となっている。ただし、沢口の撮影は1日だけであった。
黒木役の高嶋政伸は、プロデューサーの富山からの推薦により起用された。髙嶋も東宝芸能に所属していたためキャスティングはスムーズにいったという。高嶋は、兄である髙嶋政宏の付き人として大森が監督した『トットチャンネル』（1987年）の現場に参加しており、大森に対して憧れを抱いていたと述べている。
山地統幕議長役の上田耕一は、本作品以降『ゴジラ FINAL WARS』までの平成・ミレニアムゴジラシリーズ全作に出演することになる。
大和田圭子官房長官役の久我美子は、劇場公開当時の現実世界における官房長官が初の女性である森山眞弓だったことや、久我の夫・平田昭彦（1984年死去）の実母から受けた「息子が好きな映画だったので、あなたも出演しておきなさい」という助言に従い出演した。
SSS9役のマンジョット・ベディは、自身も俳優として活動する傍ら、外国人俳優のキャスティングも行っており、大森が監督した『花の降る午後』（1989年）に出演した際に大森から本作品のシノプシスを渡され、キャスティングを担当するものと思っていたところ自身が出演する話であったという。ベディは、外国人キャストの通訳として来ていたが、大森がムードがあるから採用したという。もっとも採用した大森は、オーディオコメンタリーで「外国人キャストはもう少しキチンとキャスティングすればよかった」と語っている。その他の外国人俳優は稲川素子事務所から起用されたが、日本語を喋れない者が多く、大森は撮影後に吹き替えを行わなければならなかったのが嫌であったといい、次作では日本語を話せる外国人が集められることとなった。
レポーター役には室井滋が予定されていたがスケジュールが合わず、相楽晴子に改められた。
無名時代の鈴木京香が出演したことでも知られる。鈴木は当時大学生で、プロデューサーの富山省吾が鈴木の所属事務所と繋がりがあったことからの出演であった。大森によれば鈴木のマネージャーがスタジオを訪れ「何の役でもいいから（鈴木を）使ってください」とお願いされたという。当時、撮影現場では鈴木の美貌がスタッフの間で噂になっていたといい、主演の三田村邦彦や共演した高島、スタッフとして参加していた白石雅彦らは鈴木は当時からオーラを放っていたと証言している。脚本ではスーパーX2のオペレーターは1人であったが、男女2名に改められた。
大阪のシーンでは、大森が主演映画を監督していたつながりから斉藤由貴が声のみカメオ出演している。ゴジラが大阪湾に出現した際には大阪城ホールにおける斉藤の「夢の中へ」のイントロが流され、それに続く大阪の人々が避難するシーンで権藤が「夢の中へ」の歌い出しを口ずさんでいる。セリフの録音も大森が行った。
超能力開発センターの子供の1人や芦ノ湖のエキストラとして、原作者の小林晋一郎の実子も出演している。

### 防衛庁の協力
防衛庁が全面協力しており、東宝特撮史上最大規模の協力体制が敷かれた。富山によれば、広報担当が最初から好意的な対応であったといい、自衛隊を表にアピールしようという時期に合致したのであろうと述べている。
劇中に登場する自衛官は役者（エキストラ）だが、登場する自衛隊車両（ジープ・73式大型トラック・自走砲・戦車など）はすべて現役の自衛官が操縦していた。大森によれば、各自の担当車両を持ち寄ってもらったが、撮影への参加は任意であったため事前にどのぐらいの数になるかわからず、最終的に100台ぐらいが集まりありがたかったが、いつカメラを止められるかわからなかったと述懐している。
桐島と明日香とゴジラとのスリーショットは、戦車が映り込むカットがあるため、自衛隊の富士の演習場で若狭に見立てて撮影され、ラストのエージェントとの立ち回りも同所で撮影された。
大阪ビジネスパークにヘリコプターが着陸するシーンは、第1ヘリコプター団が所属する陸上自衛隊木更津駐屯地で撮影された。浦賀水道の戦闘シーンでは、海上自衛隊のPR映画『海、翼、そして明日』から映像を流用している。
黒木をはじめとする「特殊戦略作戦室」と階級の「特佐」は現実の自衛隊には存在しないものであり、自衛隊の広報より「特殊戦略作戦室なんて組織はありません。特佐なんて階級もありません」と言われ、これを大森が「映画ですから」となだめ、自衛隊側は「今回だけですよ。次回からは自衛隊にある組織と階級で作ってください」と言われたという。ただし、これは結果的に成功した設定でもあり、作中で佐官の黒木が中心となってゴジラ攻撃の指揮を執ったり、自衛官の最上位である統幕議長の決定を独断で無視したりするシーンを「実際の自衛隊では絶対にありえないが、東宝の方で架空の設定を作って頂いて幸いだった」と防衛庁（当時）の広報官が語っている。大森は、黒木を格好良く描きすぎてしまい、彼を中心とした自衛隊礼賛映画に見えてしまうことを危惧していたが、いずれ現実にも黒木のような立場の人物が現れるだろうという意図で執筆したと語っている。
黒木と山地が飲んでいる缶コーヒーは、実在する防衛庁共済組合のコーヒー飲料「G・S・D・F珈琲」である。
完成後には、撮影でも使用した陸上自衛隊富士学校で試写会を行っている。

### 撮影・演出
本編班は、1989年8月28日にクランク・イン、11月2日にクランクアップした。脚本の完成が遅れていたことからずれ込み、タイトなスケジュールでの撮影となった。大森は、スタジオでのセットをあまり使わず、ロケーションを多くしたことが新しいゴジラ映画のスタイルになったのではないかとしている。
三原山噴火の映像は、1986年11月19日に発生した実際の噴火の様子を映したものである。まだ本作品の準備段階であったが、スタッフは翌日に伊豆大島へ上陸して撮影を行った。この映像は、その後も多くの作品でライブラリーフィルムとして用いられている。
冒頭で、前作の物語直後の様子が描かれるのは、映画『キングコング2』（1986年）を踏襲している。営団地下鉄丸ノ内線新宿駅は、再現セットを組んで撮影している。タイトルバックでのビルのミニチュアは、スケジュールの都合により特撮班ではなく本編班が撮影を行った。
首相官邸や国土庁の外観は、正式な許可を得ず、正面に停めた車両から隠し撮りしたものである。
サラジアへ向かう船上のSSS9のシーンは、東京湾フェリーの船上で撮影された。ANEBの引き渡しシーンは、脚本では立川基地跡となっていたが、撮影は江戸川区臨海球技場周辺で行われた。
スーパーX2整備長役の武野功雄は、脚本でも説明セリフが多かったが、さらに現場でセリフが追加され苦労した旨を述懐している。
芦ノ湖でのロケは、箱根ロープウェイ桃源台駅周辺で行われ、駐車場、桟橋、レストラン「樹の館」などが撮影に使用された。TNNテレビのレポーターが白神にインタビューを行うシーンは、東宝スタジオの大プールで撮影された。
未希がゴジラの絵を描くシーンでは、ソニーの「My First Sony グラフィックコンピューター」を用いている。これは、企画会社勤務の鈴木律子が新商品宣伝のため持ち込んだもので、撮影現場にアポイントなしで乗り込んできた鈴木にスタッフらは戸惑ったが、富山はその熱意に押されタイアップを受け入れた。その後、鈴木は正式に東宝での宣伝業務に携わるようになり、ゴジラシリーズでのタイアップ展開の拡大に貢献し、映画『ヤマトタケル』（1994年）からはアソシエイトプロデューサーに就任した。
カーチェイスのシーンは、厚木の私有地で撮影が行われ、三田村とベディはほとんどスタントなしで演じたが、ベディが運転する車が曲がりきれず別の場所で撮影していたスタントマンにぶつかる事故があった。ベディは、スタント用の車はジャンプした際に安全に着地できるよう後ろに重心があったため運転しづらかったと述懐している。この件は新聞報道もされたが、結果的に作品のPRのように扱われていた。
スーパーX2の修理シーンでは、本編装飾スタッフがカメオ出演していたがカットされた。
脚本では太陽の塔の描写はなかったが、大阪らしさを象徴するカットとして追加された。
脚本では、桐島と明日香のラストシーンは車が走り去っていく描写であったが、ロケを行う時間がなくなってしまったためストップモーションで表現された。

### 特撮
特技監督の川北紘一を筆頭に、特撮スタッフの多くは同年公開の『ガンヘッド』から引き継いでいる。操演の松本光司や特殊効果の渡辺忠昭ら円谷英二時代からのベテランのスタッフも参加しているが、美術の大澤哲三、撮影の江口憲一、照明の斉藤薫などゴジラシリーズ初参加となるメインスタッフも多く、特撮スタッフの世代交代が図られた。世代交代は田中が意図したものでもあるが、『ガンヘッド』の撮影から魔がなかったことや、経験のある美術や操演のスタッフが同時期に制作していたスペースワールドのイベント映像へ流れていたという都合もあった。
一時期、鳴海聡が操演チーフを務めていたが、映画『ZIPANG』（1990年）参加のため途中降板している。スケジュールが短かったことから、撮影途中からチーフ助監督の松本清孝を中心としたB班が組まれ、スーパーX2の発進シーンなどを担当した。
川北は、観客を飽きさせないため2、30分に1回ヤマ場が来るよう設定し、また観客が見入ることから10分置きごとに怪獣が咆哮する場面も入れている。また、芦ノ湖は「霧」、大阪は「炎」、若狭は「雨」と、異なるシチュエーションとしている。
川北は、本作品での演出的な挑戦として怪獣の主観映像や実景との合成などを取り入れている。また、ゴジラが戦う場面で風や雨などを演出したのは、黒澤映画の模倣であると述べている。一方で、操演のワイヤーが見えにくくなることから、戦闘シーンは夜が多くなり、デイシーンでも暗めに映している。夜間シーンではサーチライトが効果的に使われており、回転台や首振り機能付き扇風機などに取り付けて動かしているほか、照明助手が手で振っていたものもある。
川北は、映画『大空のサムライ』（1976年）でのゼロ戦の撮影にラジコンを導入していたが、本作品では初めてヘリコプターのラジコンを用いた。ラジコンの操作は、千葉のラジコンショップを介して紹介されたラジコンマニアの親子が担当しており、使用されたラジコンもその親子の私物を自衛隊カラーに塗装したものである。
合成作業には複数企業が参加し、日本エフェクトセンターは光線作画、マリンポストはモニター画面など、各社の得意分野で分担する体制となった。川北から合成の相談を受けた東京現像所の小川利弘は、合成量が増加し、作業も複雑化していたことから1社ではまかなえないと判断し、各社に依頼し小川が管理を行った。
CGも導入されているが、当時はCGのデータをフィルムに起こすことができるソフトがなかったため、プロッターを用いて紙に印刷したCGを撮影してオプチカル合成で着色する方法など、合成自体はアナログ作業で行われた。川北は、後年の技術から見ればデジタルではなかったが、当時としては新しい映像を見せることができたと述懐している。芦ノ湖のシーンでは、合成に70mmフィルムが用いられた。モニター画面も、ビデオテープに収録したものを再生している。
特撮班は1989年8月10日にクランクイン。同日から12日まで御殿場の陸上自衛隊東富士演習場にて、ゴジラが三原山から出現するシーンの撮影が行われた。前作でも同地で撮影が行われたが、前作は富士裾野側、本作品では富士山側にカメラが向けられている。晴天では富士山がはっきり映ってしまうため、曇天を待って3日目に撮影が行われた。火口部分は、ブルドーザーで盛った土で作られた。
8月15日から30日には、東宝スタジオ大プールにてゴジラと自衛隊の戦闘シーンが撮影された。同プールは、本来ホリゾント側が順光になるよう設計されていたが、川北は逆光による演出を狙いホリゾント上にレフ板を並べ水面をきらめかせて撮影を行った。実験的にラジコンヘリも用いているが、操作が難しいため大プール内に墜落することもしばしばあったという。撮影にはクレーンやいかだを用いられたが、いかだが転覆してカメラが使用不能となる事故が起きている。操演のセッティングには、映画『竹取物語』（1987年）で沢口靖子が演じる加耶が昇天するシーンで使用された籠を用いている。9月7日に行われたゴジラが熱線を吐くシーンの撮影では、爆破のショックによりプールのヒビが広がり、水が流出する事故もあった。
8月31日から9月12日には、東宝第8ステージにて芦ノ湖セットの撮影が行われた。従来は第9ステージで特撮の撮影が行われていたが、当時はスペースワールドのイベント映像撮影が行われていたため、第8ステージが使用された。ホリゾントの低さをカバーするためにセット自体が小さく作られ、アオリ気味の演出で巨大感を表現しつつ、スモークで機材が水面に映り込むことを防いでいる。湖面の霧は、魔法瓶に詰めた液体窒素を水中で爆破して表出させたものである。本編のシーンでは晴天となっているが、川北はビオランテ体内の放射能を冷却するための水分が水蒸気になっていると想定している。また、セットとカメラの間に木のミニチュアを置くことで奥行きを出しており、この手法は以後の作品でも用いられた。湖面は実際に水を張ったプールとなっているが、照明機材などが漏電しており、感電するスタッフが多かった。一部のシーンでは大プールも用いている。ビオランテの炎上シーンなどはオープンセットで撮影された。
9月17日から10月6には、東宝第2ステージにて大阪ビジネスパークのセット撮影が行われた。美術の大澤哲三は大阪出身であることから、セット制作にはその土地勘が反映されている。舞台が狭いエリア内であることや高層ビルをフレーム内に収められないこと、ゴジラのみで対戦怪獣が登場しないことなどから、芦ノ湖と同様コンパクトなセットとしつつ、俯瞰撮影を前提としたものとして作られた。河幅は実物よりも広く作られており、ビルの照明を水面に反射させて照明効果を高めている。橋はカメラが一方向からしか撮らないためパースを付けている。ツイン21のセットは、当初建物の4面すべて作っていたが、内部照明の熱がこもってアクリルが歪んでしまうため1面が外され、カメラの位置が変わる際には建物の向きを変えている。アオリのシーンは、手前側のミニチュアのみを用いたオープンセットで撮影された。川北は、前作では高層ビルの中でゴジラが貧弱に見えてしまったことから、本作品ではあえてアオることでゴジラの巨大感を強調し、ビルの威圧感を薄めたと述べている。クリスタルタワーは、撮影当時は建設中であったためミニチュアもその状態で制作された。川北は、ロケハン時にビルのガラスに大阪城が映っている様子をみてミラービルにゴジラの姿を投影して本物のゴジラをおびき寄せるという展開も検討していた。
10月12日から18日は、東宝第8ステージでサンダービーム作戦の撮影が行われた。セットは奥行きを持たせるため、バースのついた設計となっている。雨の描写は、消火栓の放水管を潰して水を細かくしており、メーサータンクのアップでは霧吹きを用いている。

クライマックスのゴジラとビオランテの対決シーンも第8ステージで撮影された。ビオランテは当初動く予定ではなく、川北の発案によって行われた。
若狭の戦闘時間の方が芦ノ湖での戦闘シーンより短く東宝から疑問の声が出た。これは川北が芦ノ湖側の撮影に時間を使い、若狭側の撮影予定を消化しきれずに時間切れとなったためである。特撮班のクランクアップは、11月2日とする説と11月6日とする説が存在する。
大阪のシーンでは、川北が特撮を手掛けたテレビドラマ『東京大地震マグニチュード8.1』のビル破壊シーンを流用している。廃墟となった新宿のシーンでは、前作で使用したミニチュアを流用している。
F-15が硝酸銀を撒くシーンのためミニチュアが用意されていたが、未使用となった。また、映画『アナザー・ウェイ ―D機関情報―』（1988年）で用いられたなだしお型潜水艦のミニチュアも流用予定であったが、こちらも使用されなかった。

### 未使用シーン
- 本編班により蔦が桟橋を破壊する描写が東宝スタジオの大プールで撮影されていたが、カットされた[238]。大森によれば、当初は特撮班で撮影する予定であったが、撮影が進まなかったため本編で撮影したものであったという[90]。また、特撮班で蔦がボートを襲うシーンも撮影されていたが、本編班側でシーン自体が不採用となったため欠番となった[314]。
- 芦ノ湖での戦いの後、山にバラが咲き乱れるシーンもあったが[出典 143]、バラのスケールが合わないため未使用となった[29][314]。ゴジラが木をかき分けて進むシーンも同様の理由でカットされた[313]。
- 芦ノ湖でのビオランテ戦は、コマ撮りによる未使用カットも存在する[340][314]。全高1メートルのミニチュアで撮影された映像そのものの出来は良かったが、実写とコマ撮りのカットのバランスが悪く、結果的に不採用となった。同様に、若狭湾での戦いで倒れたゴジラを飲み込もうとするビオランテの描写も、セルアニメで表現したシーンが存在したが、これも不採用となった[336]。

川北は零号試写のあとも出来に納得がいかず、本来は営業部の管理下に置かれるフィルムを無断で編集し、九州の上映館に届けられる期限当日まで手直しを行ったという。これらの未使用シーンは、DVDに映像特典として収録されている。

### 音楽
音楽は、伊福部昭ではない新しいゴジラ音楽を求めて、当時大ヒットしていたドラゴンクエストシリーズの音楽を手掛けるすぎやまこういちが起用された。また、劇中で伊福部昭の楽曲が『メカゴジラの逆襲』以来15年ぶりに使用されている（アルバム『OSTINATO』より「ゴジラ・タイトル」、「ゴジラ対特車隊」、「怪獣大戦争マーチ」の3曲を流用）。
映画音楽は、映像がある程度仕上がってから制作されるのが一般的であるが、本作品ではクランクアップ前に脚本などのイメージに基づいた作曲が行われた。すぎやまは、場面ごとの要望に沿った音楽ではなく、組曲として1枚のアルバムを制作するかたちを望んでいたという。録音は11月14日から15日にかけて行われた。楽曲は、ゴジラ、ビオランテ、スーパーX2の各テーマが中心となっており、エンディング曲にはスーパーX2のテーマが充てられた。エンジニアの行方洋一や指揮・編曲を行ったデービッド・ハウエルらは『ドラゴンクエスト』からのつながりで参加している。
冒頭の自衛隊とバイオメジャーとの戦闘でかかる「バイオウォーズ」では、ゴジラのテーマのアレンジが挿入されている。大森や音楽担当者からは好評であったが、音楽プロデューサーの岩瀬政雄は後日伊福部から苦言を呈されたことを述懐している。
すぎやまの楽曲について、映画音楽評論家の小林淳は「軽快で口当たりの良い音楽」「ゴジラ映画のエンターテイメント性を引き出してきた」、東宝レコードの岩瀬政雄は「流麗なハリウッド風のオーケストレーション」と評している。しかし、小林はすぎやまの音楽と伊福部の音楽は水と油であった、岩瀬は結果として伊福部の楽曲の方が印象に残ってしまったとも述べており、次作では伊福部本人が復帰することとなった。

### 宣伝
1990年の正月興行として、『ゴーストバスターズ2』『バック・トゥ・ザ・フューチャー PART2』『バットマン』が競合していたため、前作の「3G決戦」に引き続き「2G2B決戦」と打ち出された。
制作当時は児童向けにディフォルメキャラクターが好まれており、本作品でもポスターなどにディフォルメされたゴジラのイラストが用いられた。このことは、前作から観客層を拡大する狙いがあったとされ、以降の作品でも踏襲している。
『デーモン小暮のオールナイトニッポン』にてスペシャル番組が組まれた。当初は小暮独自にやっていた一コーナーであったが、東宝が最終的にタイアップをアピールして来たため、以前自分のMVにゴジラの出演のオファーを断られたデーモンは「今度は（ゴジラを）貸してくれるよな」とコメント。リスナーの投稿も「ゴジラ対ジラース、同時上映キンゴジ対モスゴジ」といったマニアックな投稿と、そのネタが解らないのに爆笑する小高恵美などの場面もあった。本編への出演も小暮からの要望によるものであった。
日本テレビでは、朝の情報番組『ズームイン!!朝』にアポイントなしでゴジラが出演した。次作以降は番組の許可を得ての出演となった。
よみうりテレビでは、ゴジラの34年ぶりの大阪上陸を記念して映画番組『CINEMAだいすき!』にて「ゴジラ復活作戦」と題し、ゴジラシリーズの過去9作品が約2か月に渡って放送された。12月2日放送の『ゴジラ』と『ゴジラの逆襲』では、両作品の合間に特別番組『メイキング・オブ ゴジラVSビオランテ』も放送された。
1989年11月21日から23日には全高15メートルのゴジラバルーンが日比谷シティに展示され、その後福岡・大阪・名古屋へ巡業した。

## 評価
作品内容については完成度の高さが評価されたが、興行収入は前作を下回り、目標の15億円にも到達しなかった。興行成績自体は1990年度の邦画第8位であり、制作費が十分に回収できたことからシリーズは続行することとなったが、この結果を受けて次作以降は新怪獣ではなく人気怪獣を再登場させ、内容もエンターテイメント性を重視したファミリー向け娯楽路線に方針変更されることとなった。また、本作品では予算や撮影日数がオーバーしていたことが次作の制作体制にも影響をおよぼしている。
前作の影響からムック本の発売が少なくなり、映像ソフトの発売も1991年に入ってからになるなど、公開当時の商品展開は消極的なものとなっていた。
一方、後年では再評価され、2014年7月19日に日本映画専門チャンネルで放映された「ゴジラ総選挙」では、本作品が「ゴジラ映画No.1」に選出された。また、2020年代以降はビオランテの人気も高まっている（詳細はビオランテ#評価を参照）。

## 小説版

### 原案小説
出版芸術社から刊行されている『怪獣大戦争（怪獣小説全集 2）』に原案者である小林晋一郎の「ゴジラ対ビオランテ」が収録されている。

### ノベライズ版
有馬治郎による小説版が角川文庫（角川書店）から刊行されている。
映画に沿った展開になっているものの、オリジナル要素を多く含むストーリーである。スーパーX2は「アングラー」のコードネームで呼ばれており、ファイヤーミラーの代わりに大広角レーザー砲を装備する、権藤や白神は劇中で落命せず、ビオランテも四肢があり熱線を吐くなどの差異がある。

## コミカライズ
小林たつよし版（タイトルは映画版と同じ、小学館）
初出は『別冊コロコロコミックスペシャル』第31号・第32号。単行本はてんとう虫コミックス（1990年2月25日発行、ISBN 4091415814）から発売された。
ストーリーはおおむね映画と同様だが、登場人物は小林が得意とする少年漫画的な熱血キャラクターとして描かれている。

平野俊弘版（タイトルは『ゴジラ1990』、角川書店）
ニュータイプ100%コミックス（1990年7月20日発行、ISBN 4048522434）から刊行された。その後、絶版を経て2016年7月29日にはKADOKAWAから電子書籍化されている。平野版は、ビオランテ誕生時に白神が死亡し、ビオランテとの第2戦の舞台が大阪であるなどストーリーが一部変更されており、スーパーX2のデザインもかなり異なる。

## その他
- ゴジラが大阪の市街地を破壊するシーンの一部には、前作『ゴジラ』の映像が流用されている。
- 劇中で前作のゴジラの東京襲撃は1985年、本作品の時代はそこから5年後とされており、ゴジラ痕跡記念物のプレートや手紙の消印など小道具にも1990年と記されている[363]。しかし、作中の時代が1992年の夏とされている次作『ゴジラvsキングギドラ』では、ゴジラがビオランテと戦った後に日本海へ消えて1,000日超の時間が経過しているとの表現があるうえ[364]、1996年とされている『ゴジラvsデストロイア』でも三枝未希がゴジラと関わり初めて7年であることを明かすなど、本作品の年代はシリーズを通して整合性がとれていない[注釈 66]。
- 前作が『Godzilla 1985』の名で公開されたアメリカでは、1990年にミラマックスが東宝と交渉を行ったが決裂[365]。東宝はミラマックスが50万ドルを支払うと口頭で約束したとして1990年8月29日に連邦裁判所に訴訟を起こした[365]。最終的には和解が成立し、ミラマックスは東宝から権利を購入したが、劇場公開はされず、1992年10月9日にHBOホームビデオからVHSがリリースされた[365]。英語の吹き替えは東宝から依頼を受けた香港のオムニ・プロダクションが担当[365]。登場人物が英語で話すシーンも含め、セリフはすべて吹き替えられている[366]。本作品以降、アメリカでは平成VSシリーズは劇場公開されずビデオリリースとなった[3][367]。映画『マーズ・アタック!』（1996年）では、本作品のシーンが正式な許諾を得て流用されている[37]。
- 1991年12月4日には、『ゴジラvsキングギドラ』の公開に合わせて『水曜ロードショー』（TBS）でテレビ初放送された[37]。編集は大森一樹が自ら行っており、一部シーンがカットされたほか、キングギドラの静止画と「協力 防衛庁」のテロップがエンドロールの代わりに表示された[37]。このバージョンは1994年12月にミヤギテレビでも放送された[37]。

## 映像ソフト
- VHS 品番 TG4100[出典 151]、TG4389[369]
  - 1991年2月1日にベータ版と同時に発売された[37]。
- LD 品番 TLL2174[2][368]
  - 単独版は1991年5月1日[37][370]、3枚組豪華版は1993年7月1日に発売された[37][371]。
- DVDは2002年5月21日発売[出典 152]。ジュエルケース仕様[37][373]。オーディオコメンタリーは監督の大森一樹と特技監督の川北紘一[372][373]。
  - 2005年4月22日発売の「GODZILLA FINAL BOX」に収録されている[374]。
  - 2008年4月25日発売のトールケース版「ゴジラ DVDコレクションIV」に収録されており、単品版も同時発売[375]。
  - 2014年5月14日には「ゴジラ60周年記念版」として期間限定の廉価版が発売[376]。
  - 2016年6月15日、東宝DVD名作セレクション版発売[231]。
- Blu-rayディスクは2009年9月18日に発売[37][377]。東宝特撮Blu-rayセレクションのラインナップ第一弾として、『ゴジラ』『ゴジラ FINAL WARS』および、『空の大怪獣 ラドン』『モスラ』（1961年版）と同時リリース[377]。
  - 2014年6月18日には「ゴジラ60周年記念版」として期間限定の廉価版が発売[378]。